# Handball-Panamerikameisterschaft der Männer 1996
Die Handball-Panamerikameisterschaft der Männer 1996 war die siebte Austragung der Handball-Panamerikameisterschaft der Männer für Nationalmannschaften Nord-, Zentral- und Südamerikas sowie der Karibik. Organisiert wurde das Turnier von der Pan-American Team Handball Federation. Es wurde vom 8. bis 13. Oktober 1996 im United States Olympic Training Center in Colorado Springs ausgetragen. Der alte und neue Panamerikameister aus Kuba sowie die nächstplatzierten Argentinier und US-Amerikaner qualifizierten sich für die Weltmeisterschaft 1997. Nach dem Verzicht der US-Amerikaner erhielt das viertplatzierte Brasilien den WM-Startplatz.

## Turnierverlauf
Anmk.: Die Panamerikanische Handballföderation gibt in ihrer Quelle für die ersten vier Spiele beider Gruppen die gleichen Halbzeit- und Endergebnisse an.

### Gruppe A
Legende
| Pl. | Land               | Sp. | S | U | N | Tore     | Diff. | Punkte |
| --- | ------------------ | --- | - | - | - | -------- | ----- | ------ |
| 1.  | Vereinigte Staaten | 3   | 3 | 0 | 0 | 074:510  | +23   | 6      |
| 2.  | Brasilien          | 3   | 2 | 0 | 1 | 092:510  | +41   | 4      |
| 3.  | Mexiko             | 3   | 1 | 0 | 2 | 070:720  | −2    | 2      |
| 4.  | Costa Rica         | 3   | 0 | 0 | 3 | 046:1080 | −62   | 0      |

Anmk.: Bei Punktgleichheit entschied der direkte Vergleich, dann das Torverhältnis.
| 8. Oktober 1996 16.30 Uhr | Brasilien | 44:16 | Costa Rica | United States Olympic Training Center, Colorado Springs |
| 8. Oktober 1996 16.30 Uhr | (20:7)    |       |            | United States Olympic Training Center, Colorado Springs |
| 8. Oktober 1996 16.30 Uhr |           |       |            | United States Olympic Training Center, Colorado Springs |

| 8. Oktober 1996 18.15 Uhr | Vereinigte Staaten | 25:20 | Mexiko | United States Olympic Training Center, Colorado Springs |
| 8. Oktober 1996 18.15 Uhr | (13:9)             |       |        | United States Olympic Training Center, Colorado Springs |
| 8. Oktober 1996 18.15 Uhr |                    |       |        | United States Olympic Training Center, Colorado Springs |

| 9. Oktober 1996 16.30 Uhr | Brasilien | 34:14 | Mexiko | United States Olympic Training Center, Colorado Springs |
| 9. Oktober 1996 16.30 Uhr | (17:6)    |       |        | United States Olympic Training Center, Colorado Springs |
| 9. Oktober 1996 16.30 Uhr |           |       |        | United States Olympic Training Center, Colorado Springs |

| 9. Oktober 1996 18.15 Uhr | Vereinigte Staaten | 28:17 | Costa Rica | United States Olympic Training Center, Colorado Springs |
| 9. Oktober 1996 18.15 Uhr | (14:6)             |       |            | United States Olympic Training Center, Colorado Springs |
| 9. Oktober 1996 18.15 Uhr |                    |       |            | United States Olympic Training Center, Colorado Springs |

| 10. Oktober 1996 16.30 Uhr | Mexiko | 36:13 | Costa Rica | United States Olympic Training Center, Colorado Springs |
| 10. Oktober 1996 16.30 Uhr | (17:7) |       |            | United States Olympic Training Center, Colorado Springs |
| 10. Oktober 1996 16.30 Uhr |        |       |            | United States Olympic Training Center, Colorado Springs |

| 10. Oktober 1996 18.15 Uhr | Vereinigte Staaten | 21:14 | Brasilien | United States Olympic Training Center, Colorado Springs |
| 10. Oktober 1996 18.15 Uhr | (9:8)              |       |           | United States Olympic Training Center, Colorado Springs |
| 10. Oktober 1996 18.15 Uhr |                    |       |           | United States Olympic Training Center, Colorado Springs |

### Gruppe B
Legende
| Pl. | Land        | Sp. | S | U | N | Tore     | Diff. | Punkte |
| --- | ----------- | --- | - | - | - | -------- | ----- | ------ |
| 1.  | Kuba        | 3   | 3 | 0 | 0 | 095:490  | +46   | 6      |
| 2.  | Argentinien | 3   | 2 | 0 | 1 | 075:570  | +18   | 4      |
| 3.  | Kanada      | 3   | 1 | 0 | 2 | 069:660  | +3    | 2      |
| 4.  | Puerto Rico | 3   | 0 | 0 | 3 | 043:1100 | −67   | 0      |

Anmk.: Bei Punktgleichheit entschied der direkte Vergleich, dann das Torverhältnis.
| 8. Oktober 1996 13.00 Uhr | Kuba   | 44:16 | Puerto Rico | United States Olympic Training Center, Colorado Springs |
| 8. Oktober 1996 13.00 Uhr | (20:7) |       |             | United States Olympic Training Center, Colorado Springs |
| 8. Oktober 1996 13.00 Uhr |        |       |             | United States Olympic Training Center, Colorado Springs |

| 8. Oktober 1996 14.45 Uhr | Argentinien | 25:20 | Kanada | United States Olympic Training Center, Colorado Springs |
| 8. Oktober 1996 14.45 Uhr | (13:9)      |       |        | United States Olympic Training Center, Colorado Springs |
| 8. Oktober 1996 14.45 Uhr |             |       |        | United States Olympic Training Center, Colorado Springs |

| 9. Oktober 1996 13.00 Uhr | Argentinien | 34:14 | Puerto Rico | United States Olympic Training Center, Colorado Springs |
| 9. Oktober 1996 13.00 Uhr | (17:6)      |       |             | United States Olympic Training Center, Colorado Springs |
| 9. Oktober 1996 13.00 Uhr |             |       |             | United States Olympic Training Center, Colorado Springs |

| 9. Oktober 1996 13.00 Uhr | Kuba   | 28:17 | Kanada | United States Olympic Training Center, Colorado Springs |
| 9. Oktober 1996 13.00 Uhr | (14:6) |       |        | United States Olympic Training Center, Colorado Springs |
| 9. Oktober 1996 13.00 Uhr |        |       |        | United States Olympic Training Center, Colorado Springs |

| 10. Oktober 1996 13.00 Uhr | Kanada | 32:13 | Puerto Rico | United States Olympic Training Center, Colorado Springs |
| 10. Oktober 1996 13.00 Uhr | (14:7) |       |             | United States Olympic Training Center, Colorado Springs |
| 10. Oktober 1996 13.00 Uhr |        |       |             | United States Olympic Training Center, Colorado Springs |

| 10. Oktober 1996 14.45 Uhr | Kuba  | 23:16 | Argentinien | United States Olympic Training Center, Colorado Springs |
| 10. Oktober 1996 14.45 Uhr | (9:7) |       |             | United States Olympic Training Center, Colorado Springs |
| 10. Oktober 1996 14.45 Uhr |       |       |             | United States Olympic Training Center, Colorado Springs |

### Platzierungsrunde
| 12. Oktober 1996 13.00 Uhr | Mexiko | 28:26 | Puerto Rico | United States Olympic Training Center, Colorado Springs |
| 12. Oktober 1996 13.00 Uhr | (14:9) |       |             | United States Olympic Training Center, Colorado Springs |
| 12. Oktober 1996 13.00 Uhr |        |       |             | United States Olympic Training Center, Colorado Springs |

| 12. Oktober 1996 14.45 Uhr | Kanada | 30:13 | Costa Rica | United States Olympic Training Center, Colorado Springs |
| 12. Oktober 1996 14.45 Uhr | (14:5) |       |            | United States Olympic Training Center, Colorado Springs |
| 12. Oktober 1996 14.45 Uhr |        |       |            | United States Olympic Training Center, Colorado Springs |

### Halbfinale
| 12. Oktober 1996 16.30 Uhr | Argentinien | 20:15 | Vereinigte Staaten | United States Olympic Training Center, Colorado Springs |
| 12. Oktober 1996 16.30 Uhr | (10:6)      |       |                    | United States Olympic Training Center, Colorado Springs |
| 12. Oktober 1996 16.30 Uhr |             |       |                    | United States Olympic Training Center, Colorado Springs |

| 12. Oktober 1996 18.15 Uhr | Kuba    | 21:18 | Brasilien | United States Olympic Training Center, Colorado Springs |
| 12. Oktober 1996 18.15 Uhr | (14:10) |       |           | United States Olympic Training Center, Colorado Springs |
| 12. Oktober 1996 18.15 Uhr |         |       |           | United States Olympic Training Center, Colorado Springs |

### Spiel um Platz 7
| 13. Oktober 1996 11.50 Uhr | Puerto Rico | 21:20 | Costa Rica | United States Olympic Training Center, Colorado Springs |
| 13. Oktober 1996 11.50 Uhr | (11:5)      |       |            | United States Olympic Training Center, Colorado Springs |
| 13. Oktober 1996 11.50 Uhr |             |       |            | United States Olympic Training Center, Colorado Springs |

### Spiel um Platz 5
| 13. Oktober 1996 14.45 Uhr | Kanada | 26:19 | Mexiko | United States Olympic Training Center, Colorado Springs |
| 13. Oktober 1996 14.45 Uhr | (12:4) |       |        | United States Olympic Training Center, Colorado Springs |
| 13. Oktober 1996 14.45 Uhr |        |       |        | United States Olympic Training Center, Colorado Springs |

### Spiel um Platz 3
| 13. Oktober 1996 16.30 Uhr | Vereinigte Staaten | 23:22 | Brasilien | United States Olympic Training Center, Colorado Springs |
| 13. Oktober 1996 16.30 Uhr | (11:12)            |       |           | United States Olympic Training Center, Colorado Springs |
| 13. Oktober 1996 16.30 Uhr |                    |       |           | United States Olympic Training Center, Colorado Springs |

### Finale
| 13. Oktober 1996 18.15 Uhr | Kuba           | 28:24 n. V. | Argentinien | United States Olympic Training Center, Colorado Springs |
| 13. Oktober 1996 18.15 Uhr | (9:9), (21:21) |             |             | United States Olympic Training Center, Colorado Springs |
| 13. Oktober 1996 18.15 Uhr |                |             |             | United States Olympic Training Center, Colorado Springs |

## Platzierungen
Legende
| Rang | Mannschaft |
| ---- | --- |
|      | Kuba Kader: Alberto Chambert Montalvo, Vladimir Rivero Hernández, Julio Fis, Luis Martínez Cuesta, Rolando Uríos, Ivo Díaz, Osvaldo Povea Dominguez, Luis Enrique Yant Sanchez, Freddy Suárez, Felix Romero Conill, Carlos Pérez, Juan González. Trainer: Pedro Olivares Acosta. |
|      | Argentinien |
|      | Vereinigte Staaten |
| 4    | Brasilien |
| 5    | Kanada |
| 6    | Mexiko |
| 7    | Puerto Rico |
| 8    | Costa Rica |